# ویلالاگو
ویلالاگو (به ایتالیایی: Villalago) یک کومونه در ایتالیا است که در استان لاکویلا واقع شده‌است. ویلالاگو ۳۵٫۳۳ کیلومتر مربع مساحت و ۶۱۶ نفر جمعیت دارد و ۹۳۰ متر بالاتر از سطح دریا واقع شده‌است.